# Antic (magazine)
Pour les articles homonymes, voir Antic.
Antic est un magazine vidéoludique américain consacré à la famille Atari 8 bits et plus tard à l'Atari ST, publié entre avril 1982 et juin ou juillet 1990. Il a été nommé d'après la puce ANTIC (en), utilisée dans certains ordinateurs pour fournir des graphismes en 2D. Le magazine contenait des critiques et des tutoriels de jeux Atari et des programmes de saisie (en) imprimés (généralement en BASIC ). Chaque numéro présentait un Jeu du mois. 
Son principal rival aux États-Unis était ANALOG Computing, un autre magazine de longue date consacré à la ligne Atari 8 bits. Les magazines INFORMEZ! et Family Computing ont également fourni à Atari 8 bits des programmes de saisie. 

## Historique
Le programmeur de la NASA, Jim Capparell, était l'un des premiers propriétaires d'Atari 8 bits. Il quitte son emploi le 15 janvier 1982 pour fonder un magazine sur l'ordinateur. Des sociétés comme On-Line Systems, Broderbund et Synapse Software ont acceptent d'acheter des espaces publicitaires dans sa nouvelle publication, et le personnel de Capparell distribue le premier numéro de 30 pages à la West Coast Computer Faire de en mars 1982. Le premier numéro d'Antic fut publié en avril 1982. Alors qu'il commençait comme un magazine bimensuel, il devient mensuel un an après. 
En décembre 1983, le magazine comptait 148 pages, mais en 1984, Antic a vu ses ventes publicitaires baisser de 50% en 90 jours. Le catalogue Antic Software, lié à chaque numéro, contenait des logiciels du domaine public, des produits republiés par Atari Program Exchange après son pliage et des titres originaux. Cela a aidé l'entreprise à éviter la faillite et, en 1985, elle lance une rubrique II Computing pour la série Apple II.  
Antic commence à vendre des jeux et des logiciels sous le nom de Antic Software après la fermeture d'Atari Program Exchange par Atari, Inc.. Le catalogue Antic Software était lié aux numéros du magazine et comprenait d'anciens titres APX. 
En 1985, Antic ouvre une nouvelle section, ST Resource, consacrée à la ligne Atari ST.
Un magazine pour l'Amiga, le principal concurrent de l'Atari ST, a été publié entre 1989 à 1991 sous le nom Amiga Plus d'Antic.

## Typo
Un utilitaire appelé TYPO (Type Your Program Once) et un jeu sur les erreurs typographiques ont été utilisés pour vérifier que les programmes étaient correctement saisis. Il génère une somme de contrôle pour chaque ligne Atari BASIC entrée dans un programme. En comparant la somme de contrôle de chaque ligne avec celle imprimée dans le magazine, le lecteur pouvait savoir s'il avait correctement tapé le code source BASIC. TYPO a ensuite été remplacé par TYPO II, un programme plus petit et plus rapide.